# ルドルフ・リプシッツ
ルドルフ・オットー・ジギスムント・リプシッツ（独: Rudolf Otto Sigismund Lipschitz、1832年5月14日 - 1903年10月7日)は、ドイツの数学者。リプシッツ連続条件に名前を付けたことで知られているが、数理解析学や微分幾何学のほか、数論、抽象代数学、古典力学にも貢献した。

## 生涯
ルドルフ・リプシッツは1832年5月14日、ケーニヒスベルクに生まれた。15歳でケーニヒスベルク大学に入学した後、ベルリン大学に移り、グスタフ・ディリクレに師事した。病気で学業が遅れたものの、1853年にはベルリンで博士号を取得した。
博士号取得後、地元のギムナジウムで教鞭をとるようになる。1857年、実家の近くの地主の娘アイダ・パスチャと結婚する。同じ年、彼はボン大学で療養がてら私講師として滞在した。1862年、ヴロツワフ大学の臨時教授となり、2年間過ごした。1864年にはボン大学の正教授となり、その後長らくボン大学で活躍した。ここで彼は、フェリックス・クラインの論文を審査した。1903年10月7日、ボンで死去した。

## クリフォード代数の再発見
リプシッツがクリフォード代数を発見したのは1880年、ウィリアム・キングドン・クリフォード（1845年 -1879年）の2年後であり、彼とは無関係に、直交変換の研究に初めて使用した。1950年頃まで、この発見に言及するとき、「クリフォード=リプシッツ数」と呼んでいた。例えば、クロード・シュヴァレー（1909年 - 1984年）は、クロフォードの著作に対しては言及していないが、リプシッツの著作に由来する対象に「クロフォード群」という名前を付けた。ペルティ・ルーネスト(1945年 - 2002年)によってリプシッツの役割の重要性が再認識された。